# Campionati del mondo di duathlon del 2015
I Campionati del mondo di duathlon del 2015 (XXVI edizione) si sono tenuti a Adelaide in Australia, in data 17-18 ottobre 2015.
Tra gli uomini ha vinto lo spagnolo Emilio Martin, mentre la gara femminile è andata alla britannica Emma Pallant.
La gara junior ha visto trionfare il britannico Ben Dijkstra e la sudafricana Gizelde Strauss.
Il titolo di Campione del mondo di duathlon della categoria under 23 è andato allo statunitense Matthew McElroy. Tra le donne si è aggiudicata il titolo di Campionessa del mondo di duathlon della categoria under 23 l'australiana Annelise Jefferies.

## Risultati

### Élite uomini
| Pos. | Pos.                  | Paese       | Corsa    | Bici     | Corsa    | Totale   |
| ---- | --------------------- | ----------- | -------- | -------- | -------- | -------- |
|      | Emilio Martin         | Spagna      | 00:31:03 | 00:59:00 | 00:16:30 | 01:47:11 |
|      | Benoit Nicolas        | Francia     | 00:31:02 | 01:00:12 | 00:15:28 | 01:47:19 |
|      | Mark Buckingham       | Regno Unito | 00:31:03 | 01:00:16 | 00:16:18 | 01:48:09 |
| 4    | Rob Woestenborghs     | Belgio      | 00:32:01 | 00:58:45 | 00:17:16 | 01:48:35 |
| 5    | Yohan Le Berre        | Francia     | 00:31:45 | 00:59:35 | 00:16:57 | 01:48:47 |
| 6    | Matthew Mcelroy       | Stati Uniti | 00:31:03 | 01:01:10 | 00:16:56 | 01:49:39 |
| 7    | Philip Wylie          | Regno Unito | 00:31:37 | 01:01:53 | 00:16:20 | 01:50:23 |
| 8    | Dylan Evans           | Australia   | 00:32:40 | 01:00:45 | 00:16:29 | 01:50:28 |
| 9    | Tadashi Mori          | Giappone    | 00:32:38 | 01:00:49 | 00:16:25 | 01:50:31 |
| 10   | Jose Luis Cordova     | Messico     | 00:32:00 | 01:01:26 | 00:16:32 | 01:50:32 |
| 11   | Alberto Della Pasqua  | Italia      | 00:31:03 | 01:02:24 | 00:16:40 | 01:50:39 |
| 12   | Simon Jørn Hansen     | Danimarca   | 00:33:08 | 01:00:14 | 00:16:50 | 01:50:49 |
| 13   | Adam Rudgley          | Australia   | 00:32:48 | 01:00:33 | 00:16:54 | 01:50:51 |
| 14   | Sergio Lorenzo Prieto | Spagna      | 00:32:01 | 01:01:27 | 00:16:56 | 01:50:59 |
| 15   | Yuya Fukaura          | Giappone    | 00:32:01 | 01:01:30 | 00:17:11 | 01:51:17 |
| 16   | Toumi Dahmani         | Marocco     | 00:31:41 | 01:01:44 | 00:17:20 | 01:51:20 |
| 17   | Thomas Bruins         | Paesi Bassi | 00:32:01 | 01:01:25 | 00:17:26 | 01:51:25 |
| 18   | Tobias Hibbe          | Germania    | 00:33:13 | 01:00:09 | 00:17:26 | 01:51:26 |
| 19   | David Nuñez           | Messico     | 00:32:02 | 01:01:26 | 00:17:31 | 01:51:41 |
| 20   | Sergey Yakovlev       | Russia      | 00:32:00 | 01:01:23 | 00:17:53 | 01:51:57 |
| 21   | Fumiya Tanaka         | Giappone    | 00:32:02 | 01:01:28 | 00:18:11 | 01:52:15 |
| 22   | Chris Wigell          | Australia   | 00:33:14 | 01:00:10 | 00:18:38 | 01:52:36 |
| 23   | Braedon Jones         | Australia   | 00:33:14 | 01:00:14 | 00:18:47 | 01:52:51 |
| 24   | Yuto Nemoto           | Giappone    | 00:33:10 | 01:00:15 | 00:19:14 | 01:53:18 |
| 25   | Francisco Viana       | Brasile     | 00:33:59 | 01:01:31 | 00:18:38 | 01:54:42 |
| 26   | Max Neumann           | Australia   | 00:34:01 | 01:05:37 | 00:19:21 | 01:59:37 |
| 27   | Yusuke Nakamura       | Giappone    | 00:33:00 | 01:08:00 | 00:30:19 | 02:12:08 |

### Élite donne
| Pos. | Pos.                | Paese       | Corsa    | Bici     | Corsa    | Totale   |
| ---- | ------------------- | ----------- | -------- | -------- | -------- | -------- |
|      | Emma Pallant        | Regno Unito | 00:34:49 | 01:05:51 | 00:16:59 | 01:58:21 |
|      | Ai Ueda             | Giappone    | 00:34:50 | 01:05:52 | 00:17:33 | 01:58:51 |
|      | Sandra Levenez      | Francia     | 00:34:50 | 01:05:52 | 00:18:07 | 01:59:24 |
| 4    | Gillian Backhouse   | Australia   | 00:36:13 | 01:04:28 | 00:18:52 | 02:00:07 |
| 5    | Chelsea Burns       | Stati Uniti | 00:35:17 | 01:06:41 | 00:18:43 | 02:01:20 |
| 6    | Courtney Gillfillan | Australia   | 00:35:24 | 01:06:32 | 00:18:55 | 02:01:33 |
| 7    | Yuko Takahashi      | Giappone    | 00:35:40 | 01:06:21 | 00:19:51 | 02:02:29 |
| 8    | Sarah Crowley       | Australia   | 00:37:16 | 01:08:52 | 00:19:01 | 02:05:50 |
| 9    | Annelise Jefferies  | Australia   | 00:37:15 | 01:08:53 | 00:19:05 | 02:05:51 |
| 10   | Giorgia Priarone    | Italia      | 00:36:23 | 01:09:48 | 00:19:32 | 02:06:20 |
| 11   | Sabrina Monmarteau  | Francia     | 00:37:15 | 01:08:55 | 00:22:08 | 02:08:57 |
| 12   | Yukino Ando         | Giappone    | 00:41:02 | 01:11:43 | 00:23:58 | 02:17:22 |

### Junior uomini
| Pos. | Pos.                             | Paese         | Corsa    | Bici     | Corsa    | Totale   |
| ---- | -------------------------------- | ------------- | -------- | -------- | -------- | -------- |
|      | Ben Dijkstra                     | Regno Unito   | 00:15:10 | 00:29:53 | 00:07:34 | 00:53:12 |
|      | Luke Willian                     | Australia     | 00:15:10 | 00:29:57 | 00:07:42 | 00:53:24 |
|      | Daniel Canala                    | Australia     | 00:15:11 | 00:29:52 | 00:07:53 | 00:53:34 |
| 4    | Christian Wilson                 | Australia     | 00:15:10 | 00:29:51 | 00:08:08 | 00:53:50 |
| 5    | Juan Enrique Verdiguel Velázquez | Messico       | 00:15:24 | 00:30:45 | 00:08:10 | 00:54:59 |
| 6    | Jimmy Kershaw                    | Regno Unito   | 00:15:57 | 00:30:05 | 00:08:21 | 00:55:03 |
| 7    | Nicholas Free                    | Australia     | 00:15:39 | 00:30:25 | 00:08:25 | 00:55:08 |
| 8    | Nathan Le Roux                   | Sudafrica     | 00:15:54 | 00:30:14 | 00:08:45 | 00:55:29 |
| 9    | Kurt Wesley                      | Australia     | 00:15:51 | 00:30:15 | 00:09:18 | 00:55:58 |
| 10   | Trent Dodds                      | Nuova Zelanda | 00:16:24 | 00:30:56 | 00:08:41 | 00:56:37 |
| 11   | Jake Jackson-Grammar             | Nuova Zelanda | 00:16:08 | 00:31:07 | 00:08:40 | 00:56:42 |
| 12   | Jonathan Sammut                  | Australia     | 00:16:32 | 00:30:42 | 00:08:58 | 00:56:55 |
| 13   | Hikaru Yamazaki                  | Giappone      | 00:16:13 | 00:33:44 | 00:08:24 | 00:59:02 |
| 14   | Matthew Greer                    | Sudafrica     | 00:17:01 | 00:32:49 | 00:09:06 | 00:59:37 |
| 15   | Ethan Woolford                   | Australia     | 00:17:08 | 00:32:45 | 00:09:16 | 00:59:47 |

### Junior donne
| Pos. | Pos.             | Paese         | Corsa    | Bici     | Corsa    | Totale   |
| ---- | ---------------- | ------------- | -------- | -------- | -------- | -------- |
|      | Gizelde Strauss  | Sudafrica     | 00:18:08 | 00:34:31 | 00:08:49 | 01:02:05 |
|      | Katherine Badham | Nuova Zelanda | 00:18:08 | 00:34:32 | 00:09:09 | 01:02:25 |
|      | Sayu Arizono     | Giappone      | 00:18:08 | 00:34:33 | 00:09:07 | 01:02:29 |
| 4    | Savannah Wayner  | Australia     | 00:18:07 | 00:34:32 | 00:09:45 | 01:03:00 |
| 5    | Kaitlyn Price    | Nuova Zelanda | 00:18:38 | 00:34:34 | 00:10:22 | 01:04:13 |
| 6    | Fern Davies      | Australia     | 00:19:12 | 00:35:55 | 00:10:19 | 01:06:05 |
| 7    | Lily Clapham     | Australia     | 00:20:41 | 00:37:41 | 00:11:22 | 01:10:33 |

### Under 23 uomini
| Pos. | Atleta          | Paese       | Corsa    | Bici     | Corsa    | Totale   |
| ---- | --------------- | ----------- | -------- | -------- | -------- | -------- |
|      | Matthew McElroy | Stati Uniti | 00:31:03 | 01:01:10 | 00:16:56 | 01:49:39 |
|      | Dylan Evans     | Australia   | 00:32:40 | 01:00:45 | 00:16:29 | 01:50:28 |
|      | Adam Rudgley    | Australia   | 00:32:48 | 01:00:33 | 00:16:54 | 01:50:51 |
| 4    | David Nuñez     | Messico     | 00:32:02 | 01:01:26 | 00:17:31 | 01:51:41 |
| 5    | Yuto Nemoto     | Giappone    | 00:33:10 | 01:00:15 | 00:19:14 | 01:53:18 |
| 6    | Max Neumann     | Australia   | 00:34:01 | 01:05:37 | 00:19:21 | 01:59:37 |
| 7    | Yusuke Nakamura | Giappone    | 00:33:00 | 01:08:00 | 00:30:19 | 02:12:08 |

### Under 23 donne
| Pos. | Atleta             | Paese     | Corsa    | Bici     | Corsa    | Totale   |
| ---- | ------------------ | --------- | -------- | -------- | -------- | -------- |
|      | Annelise Jefferies | Australia | 00:37:15 | 01:08:53 | 00:19:05 | 02:05:50 |
|      | Giorgia Priarone   | Italia    | 00:36:23 | 01:09:48 | 00:19:32 | 02:06:20 |
|      | Yukino Ando        | Giappone  | 00:41:02 | 01:11:43 | 00:23:58 | 02:17:22 |